# Donatella Turri
Donatella Turri, nome d'arte di Maria Donatella Turri Gandolfi (Palmanova, 1945), è un'attrice italiana attiva negli anni sessanta.

## Biografia

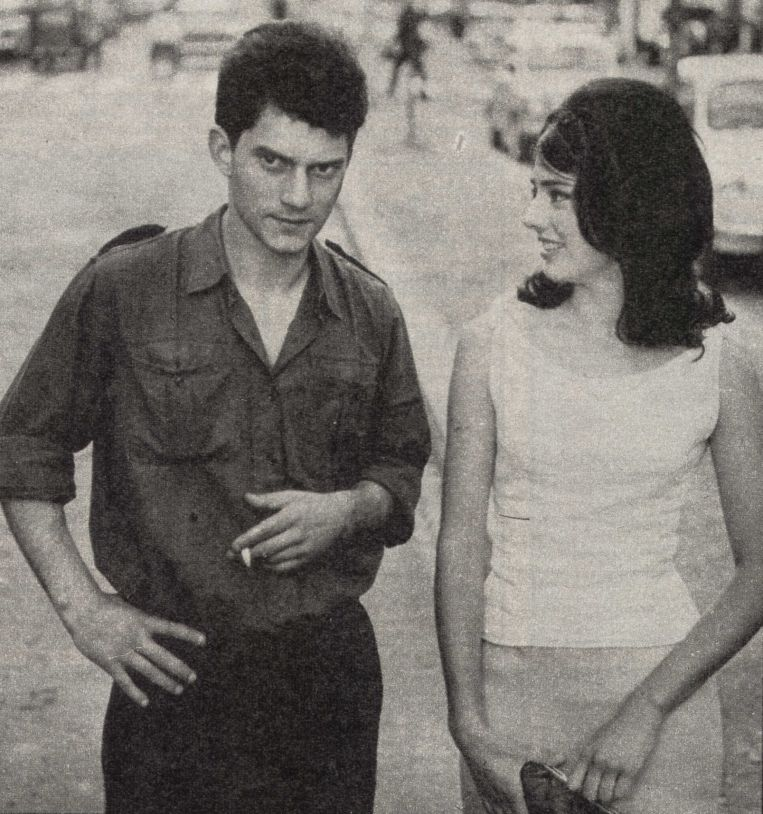
Donatella Turri con Luigi Tenco nel 1962 nel film La cuccagna

Di padre padovano, noto costruttore politicamente vicino al Partito Liberale Italiano, e madre veneziana, si trasferisce ancora bambina a Bologna con la famiglia, e in seguito a Roma; giovanissima, viene scelta da Federico Fellini (amico della madre di Donatella, la signora Aldina) per una parte ne La dolce vita, ma all'ultimo momento il regista le preferisce Valeria Ciangottini. Tuttavia la Turri debutta ugualmente lo stesso anno in Dolci inganni di Alberto Lattuada, che la sceglie dopo aver effettuato un provino al Liceo Internazionale frequentato dalla giovane.
Nel 1961 gira Che gioia vivere, dove conosce Ugo Tognazzi, con cui ha un breve flirt, mentre l'anno successivo recita ne La cuccagna di Luciano Salce; durante la lavorazione di questo film stringe amicizia con il coprotagonista, il cantautore Luigi Tenco. Negli anni seguenti continua l'attività di attrice; frequenta la scena del beat italiano, animando il Piper Club e diventando una delle ragazze di Bandiera gialla.
Alla fine degli anni sessanta, si ritira dall'attività di attrice.

## Vita privata
Nel 1967 sposa l'attore e sceneggiatore Maurizio Bonuglia. Ritorna alla ribalta delle cronache negli anni novanta, quando il suo secondo marito, l'imprenditore Giancarlo Gorrini, viene coinvolto in "Tangentopoli" ed arrestato per bancarotta, accusando in seguito Antonio Di Pietro di averlo ricattato.

## Filmografia parziale
- Dolci inganni, regia di Alberto Lattuada (1960)
- Risate di gioia, regia di Mario Monicelli (1960)
- Che gioia vivere, regia di René Clément (1961)
- La cuccagna, regia di Luciano Salce (1962)
- Via Veneto, regia di Giuseppe Lipartiti (1963)
- Uno strano tipo, regia di Lucio Fulci (1963)
- I piaceri coniugali (La difficulté d'être infidèle), regia di Bernard Toublanc-Michel (1964)
- La coda del diavolo, regia di Moraldo Rossi (1964)
- Sartana non perdona (Sonora), regia di Alfonso Balcázar (1968)
- Stéphane, una moglie infedele (La femme infidèle), regia di Claude Chabrol (1969)
- La legge dei gangsters, regia di Siro Marcellini (1969)